# Jim McDaid
James (Jim) McDaid, irl. Séamus Mac Daibhéad (ur. 3 października 1949 w Termon w hrabstwie Donegal) – irlandzki polityk i lekarz, działacz Fianna Fáil, parlamentarzysta, w latach 1997–2002 minister.

## Życiorys
Kształcił się m.in. w Saint Eunan's College, następnie studiował na University College Galway. Podjął praktykę w zawodzie lekarza. Zaangażował się w działalność polityczną w ramach Fianna Fáil. W 1989 po raz pierwszy wybrany do Dáil Éireann. Mandat utrzymywał w wyborach w 1992, 1997, 2002 i 2007. W czerwcu 1997 został ministrem turystyki i handlu w rządzie Bertiego Aherna. Od lipca tegoż roku był ministrem turystyki, sportu i rekreacji; urząd ten sprawował do czerwca 2002. Później do października 2004 pełnił funkcję ministra stanu (niewchodzącego w skład gabinetu) w departamencie transportu. W listopadzie 2008 został wykluczony z frakcji poselskiej FF za głosowanie wbrew stanowisku rządu. W listopadzie 2010 zrezygnował z zasiadania w parlamencie.